# عدد ترتيبي (لغة)
| أصلية   | واحد  | اثنين  | ثلاثة  | أربعة  |
| أصلية   | 1     | 2      | 3      | 4      |
| ترتيبية | الأول | الثاني | الثالث | الرابع |

في اللغويات الأعداد الترتيبية هي كلمات تمثل وضع أو رتبة في ترتيب تسلسلي. قد يكون الترتيب حجم أوأهمية أو تسلسل زمني، وهلم جرا.